# Блаузе
Блаузе (нем. Blausee, „Синьо езеро“) въпреки малката си площ е едно от най-известните планински езера в Швейцария. То е едно от най-често посещаваните места в Бернер Оберланд.

### Разположение
Блаузе се намира в Швейцария на 887 метра надморска височина, южно от село Кандергрунд, до река Кандер. Разположено е между върховете Елсигхорн (2341 м) и Ермигхорн (2742 м)
Достига се до него чрез гарите на Фрутинген или Кандерщег откъдето пътуват автобуси до Блаузе.

### Природа
Освен с яркосиния си цвят, езерото се отличава и със зеленикавия си оттенък през лятото благодарение на заобикалящите го дървета. Местността е изключително красива с прекрасни възможности за разходки. Многобройни пътеки за вървене, бягане и каране на колело, обезпечени с безброй табели указващи времето до по известните обекти (сътветно с темпо на вървене, бягане или каране на колело).

### Дейност
Блаузе е известно с развъждането на пъстърва.